# Жеребець (притока Кінської)

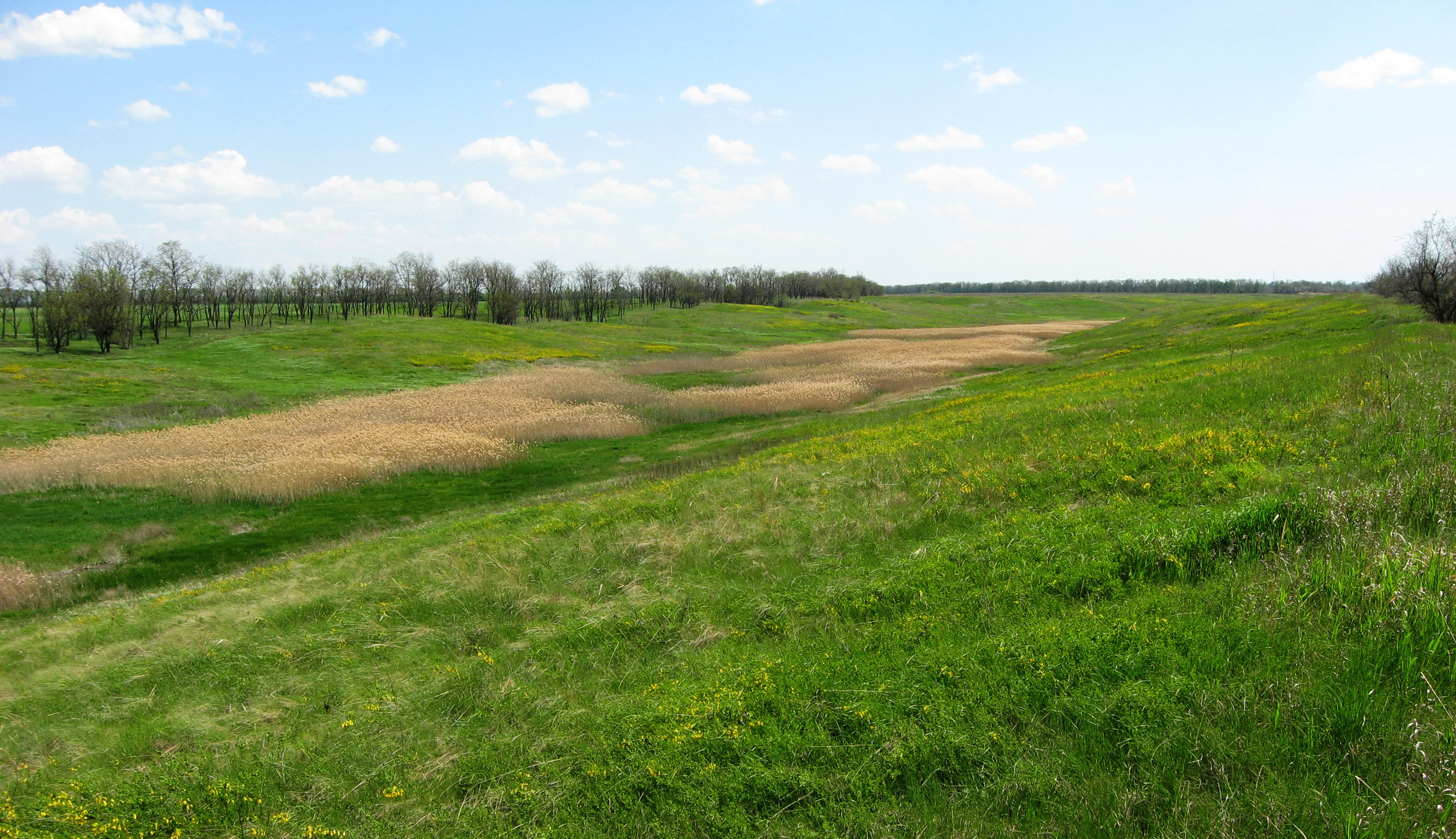
Річка Жеребець – притока Кінської

Жеребе́ць — річка в Україні, в межах Гуляйпільського й Оріхівського районів Запорізької області. Права притока Кінської (басейн Дніпра).

## Характеристика
Довжина 55 км, площа водозбірного басейну 508 км². Похил річки 1,9 м/км. Долина коритоподібна, завширшки до 3 км, завглибшки до 50 м. Річище слабозвивисте, завширшки до 10 м, часто пересихає. Використовується на сільськогосподарські потреби. Стік частково зарегульований ставками.

## Розташування
Жеребець бере початок на схід від села Мирного. Тече на захід та (частково) північний захід, у пригирловій частині — на південний захід. Впадає до Кінської біля північно-західної околиці села Таврійське.

## Притоки
Ліві:
- Балка Ягідна
- Балка Білоглинська

Праві:
- Балка Білоглинська - права притока Жеребця (поблизу гирла). Приблизна довжина - 10 км. Бере початок на захід від с. Микільське, тече переважно на південний захід і впадає до Жеребця на східній околиці с. Таврійське.[1]

## Населені пункти
Над річкою розташовані такі села (від витоків до гирла): Мирне, Гуляйпільське, Новоселівка, Єгорівка, Омельник, Васинівка, Таврійське.

## Етимологія назви
Жереб'яча, Жеребець. Назва утворює суплетивну гідронімічну пару Жеребець — Кінська. Порівняйте з річкою Селезень, правою притокою Утки. Отже, назви вказують на можливість виникнення гідронімів на базі бінарної (подвійної) опозиції. Назви являють опосередковане відбиття місцевої фауни.